# Schamlos
Schamlos ist ein österreichisch-deutsch-französischer Gangster-, Kriminal- und Exploitationfilm von Eddy Saller mit dem bis dahin weitgehend unbekannten Udo Kier in der Hauptrolle eines skrupellosen Verbrecheraufsteigers und Rolf Eden als seinem Widersacher.

## Handlung
Alexander Pohlmann ist gerade 20 Jahre alt und hat große Ziele für sich. Er will nicht die Familientradition fortsetzen und im Zirkus arbeiten, sondern vielmehr eine Karriere als Gangster in der Unterwelt Frankfurts machen. Sein neues Lebensumfeld hat er sich dementsprechend ausgesucht, seine „Jungs“ sind ebenso knallharte und skrupellose Hooligans und Ganoven mit großen Ansprüchen wie er selbst. Pohlmann und diese Typen setzen kleine Gewerbetreibende unter Druck und pressen ihnen Schutzgeld ab. Darüber hinaus lassen sie unbedarfte Mädchen für sich als Prostituierte anschaffen. Auch vor dem einen oder anderen Auftragsmord schrecken die Jungkriminellen nicht zurück und sei es, dass Pohlmann sich mit einem Gewehr samt Zielfernrohr aufs Dach begibt und den schmutzigen Job von hoch oben selbst erledigt.
Die Dinge nehmen einen neuen Lauf, als Alexander eines Tages in einer Bar die junge Tänzerin Annabella kennenlernt. Anders als die anderen Mädchen seiner Kreise verfügt sie über gutes Benehmen und stammt, wie man so sagt, aus „einem guten Stall“. Annabella studiert an der Uni und verdient sich als Tänzerin, Stripperin und Gelegenheitshure lediglich etwas Geld dazu. Alexander erwirkt mit seinen höchst eigenen Mitteln, dass Annabella nun in seine Dienste treten kann und plant, mit ihr den ganz großen Deal zu machen. Er tritt sie an den reichen Unterweltler Kowalski ab, in Frankfurt eine sehr mächtige und „große Nummer“. Annabella folgt Alexanders Willen anstandslos, ist sie doch in ihn verliebt. Pohlmann aber ist kalt wie Eis, Gefühle haben in dem Leben des abgezockten Verbrecher-Schönlings keinen Platz. Er will nur viel Sex mit ihr und bekommt ihn. Und er will überdies mit ihrem Körper viel Geld verdienen.
Annabella ist nunmehr im „Besitz“ Kowalski, eines windigen Unternehmers, der seinen Karosseriebetrieb für den Bau von Wohnwagen benötigt, die als rollende Bordelle eingesetzt werden. Eines Nachts unternimmt sie mit dessen Neffen einen Zug durch die Kneipen der Stadt, und man lernt in einem Lokal den mutmaßlich Homosexuellen Michael Hohenberg kennen. Annabella, schon etwas angeheitert, versucht dennoch, den Mann auf spielerische Art um den Finger zu verwickeln und zu verführen. Seine offensichtliche Homosexualität ist für Annabella kein Hinderungsgrund. Sie legt sogar noch einen drauf, als Hohenberg sich anfangs gänzlich desinteressiert zeigt. Als der Künstler das Lokal verlässt, folgt sie ihm bis vor sein Haus. Hohenberg findet ihr Verhalten irgendwie niedlich und lässt sich auf Annabellas Spiel ein.
Am nächsten Tag will die Tänzerin ihre „neueste Eroberung“ erneut besuchen, da wird Annabella in dessen Haus brutal ermordet. Es kommt zu einem Prozess, mit Michael Hohenberg als Angeklagten. Zwar wird der einflussreiche Mann freigesprochen, doch ist Annabellas Vater über dieses Urteil zutiefst erbost, da er der festen Überzeugung ist, dass nur „dieser Schwule“ seine Tochter ermordet haben könne. Annabellas Vater Guido engagiert daraufhin den dubiosen Pohlmann, um notfalls ein Geständnis der Mordtat aus Hohenberg herauszuprügeln. Anschließend solle Pohlmann Hohenberg ermorden und es wie einen Selbstmord aussehen lassen: quasi einem Schuldeingeständnis gleichkommend. Pohlmanns Leute entführen Hohenberg und setzen ihm ordentlich zu. Der aber beteuert weiterhin seine Unschuld. Pohlmanns eigene Nachforschungen ergeben, dass tatsächlich jemand anderes hinter dieser Bluttat stehen müsse. Und seine Nachforschungen führen geradewegs zu Unterweltboss Kowalski. Pohlmann sieht mit seinem Wissen endlich die Chance gekommen, Kowalski vom Thron des Unterweltbosses hinunterzustoßen, um anschließend dessen Position selbst einzunehmen – ein sehr riskanter Plan, wie sich bald zeigen wird, denn nun krachen zwei Gangs aufeinander …

## Produktionsnotizen
Schamlos entstand 1968 und erlebte seine Uraufführung am 3. Oktober 1968 in Deutschland. In Österreich soll der Film erst im darauffolgenden Monat angelaufen sein.
Der Film war Sallers zweiter Kinofilm, den er drei Jahre nach seinem Erstling Geißel des Fleisches, im Uraufführungsjahr 1965 ein Skandalon erster Güte, inszeniert hatte. In Schamlos baute er auf noch ausbeuterischere Weise sein Erfolgsrezept „Sex and Crime“ aus. Immerhin konnte er, anders als noch bei seinem Debüt, diesmal auf arrivierte Mitarbeiter im Technikbereich zurückgreifen, als er den erfahrenen Kameramann Walter Partsch und den auch international tätigen Ausstatter Wolf Witzemann gewann.
Walter Frank besorgte den Ton. Peter Leidenfrost übernahm die Produktionsleitung, Klaus Jüptner die Aufnahmeleitung.

## Kritiken
Das Lexikon des internationalen Films sah in dem Trashstreifen „Sex and Crime aus Österreich mit schamlos primitiven Dialogen.“
Das Randfilm-Festival bezeichnete 2015 den Film als „echtes Bahnhofskino made in Österreich“ und schrieb: „Udo Kier und Rolf Eden gleiten zum Scheitern verurteilt durch die Nacht, cool und sexy der Sonne und dem eigenen Schicksal entgegen.“
Der Standard urteilte über den Macher von Schamlos: „Eddy Saller, ein Virtuose des deutschsprachigen Schundfilms.“
Die Abendzeitung schließlich empfand diesen Film als eine „skurrile Exkursion in die fremde, seltsame Welt des österreichischen Russ Meyer.“